# رفیق پانجونی
رفیق پانجونی (ارمنی: Ընկեր Փանջունի) یک فیلم کمدی است محصول سال ۱۹۹۲، به کارگردانی اس. آیوازیان و آرمان ماناریان

## بازیگران
- نیکلای تساتوریان
- تامار هوهانیسیان
- یرواند ماناریان
- زاره در-کاراپتیان
- استپان شاهینیان
- آرتاشس گیوداکیان
- ورجالویس میریجانیان
- واچاگان گریگوریان
- ملینه هامامجیان
- لالا مناتساکانیان
- گاربیس شاملیان
- رودولف قوندیان
- Գ. Սեդրակյան
- Ս. Ղանթրալյան
- جولیتا بابایان
- Մ. Գրիգորյան
- Ա. Թովմասյան
- Գ. Քարտաշյան
- Ա. Ղումաշյան
- Ե. Օհանյան (بازیگر خردسال)
- Գ. Հակոբյան (بازیگر خردسال)